# Felsrelief von Keben
Koordinaten: 36° 25′ 59″ N, 33° 43′ 40,9″ O
Das Felsrelief von Keben ist ein hethitisches Monument in der Südtürkei. Seine genaue Datierung ist umstritten. Es wird lokal Çolak kız (türkisch für Das verkrüppelte Mädchen) genannt.

## Lage
Von Lykaonien um die Stadt Ikonion (heute Konya) aus überquerte in antiker Zeit eine Heerstraße über Karaman und den Sertavulpass den Taurus nach Süden zur Hafenstadt Ura, die im Rauen Kilikien, vermutlich in der Nähe des heutigen Silifke lag. Die Straße bildete eine wichtige Verbindung vom hethitischen Kernland zum Mittelmeer und damit dem Seeweg nach Zypern. Sie folgte in Teilen dem Lauf des Flusses Kalykadnos, heute Göksu, musste aber an einigen Stellen wegen der Enge des Tales in die Berge ausweichen. Reste des antiken Straßenpflasters sind noch in der steilen Felswand hoch über dem Dorf Keben zu erkennen, das im Bezirk Silifke, etwa 35 Kilometer südöstlich von Mut und 20 Kilometer nordwestlich von Silifke, über dem Göksutal liegt. Die moderne Straße führt unterhalb des Ortes am Hang entlang. Etwa vier Meter oberhalb der alten Straße liegt in der Felswand in einer Nische das Relief.

## Beschreibung
Die rechteckige Bildnische ist etwa 1,0 Meter breit, 1,8 Meter hoch und 10 Zentimeter tief. Dargestellt ist eine nach rechts gehende Frauenfigur mit in unterschiedlicher Höhe nach vorn gestreckten Armen. Ob sie in einer Hand einen Gegenstand hielt, wie gelegentlich vermutet, ist nicht feststellbar. Auf dem Kopf trägt sie eine polosartige Haube, von der ein Schleier über das Gewand herabhängt. Der Körper ist mit einem bis zu den Knien reichenden Mantel bekleidet, darunter ein Unterkleid, das bis zum Boden herabfällt und beide Füße bedeckt. Das Bildnis ist in ungewöhnlich hohem Relief plastisch gearbeitet, sodass auch das Gesicht mit der prägnanten, die Stirn gerade fortsetzenden Nase und den mandelförmigen Augen gut erkennbar ist. Eine Beischrift ist nicht vorhanden, was die Deutung erschwert.
Unweit des Reliefs liegen am Fuß der Felswand zwei Kammergräber, weiter unten vor der Wand einige Chamosorien und Reste einer Befestigungsanlage. Die Grabbauten stammen wie die Ruinen aus römischer oder byzantinischer Zeit. Hethitische Siedlungsspuren wurden in der näheren Umgebung bisher nicht entdeckt, der nächste Siedlungshügel ist der etwa 20 Kilometer nordwestlich liegende Kilise Tepe, der vom frühen 3. bis zum 1. Jahrtausend v. Chr. besiedelt war.

## Erforschung
Als erster berichtete 1975 Mehmet Belen, der damalige Direktor des Archäologischen Museums von Silifke, von dem Relief. Die erste Publikation lieferte der türkische Archäologe Orhan Aytuğ Taşyürek 1976. Er vermutete eine Entstehung in der hethitischen Großreichszeit 1450–1200 v. Chr., da Kilikien in dieser Periode zum hethitischen Herrschaftsbereich gehört habe und in der Darstellung kein aramäischer Einfluss erkennbar sei. Kay Kohlmeyer, der den Ort wenige Jahre später besuchte, hält diese Argumentation für nicht ausreichend und erkennt Ähnlichkeiten zu Monumenten aus Karkemiš, weshalb er das Werk eher in die Zeit der späthethitischen Kleinkönigreiche 1200–700 v. Chr. datiert. Der Architekt Horst Ehringhaus, der um die Jahrtausendwende die hethitischen Felsreliefs erforschte, hält wiederum, unter anderem aus stilistischen Gründen wie der Kleidung und der Tiefe des Reliefs, die Skulptur für großreichszeitlich. Aufbauend auf Ehringhaus’ Annahme, dass eher eine Herrscherin als eine Göttin dargestellt sei, hält es der Altorientalist Michele Cammarosano für möglich, dass das Relief die Großkönigin Danuḫepa zeigt, die letzte Frau Muršilis II., die auch noch unter seinen Nachfolgern Muwatalli II. und Muršili III. im Amt war.